# Crecente

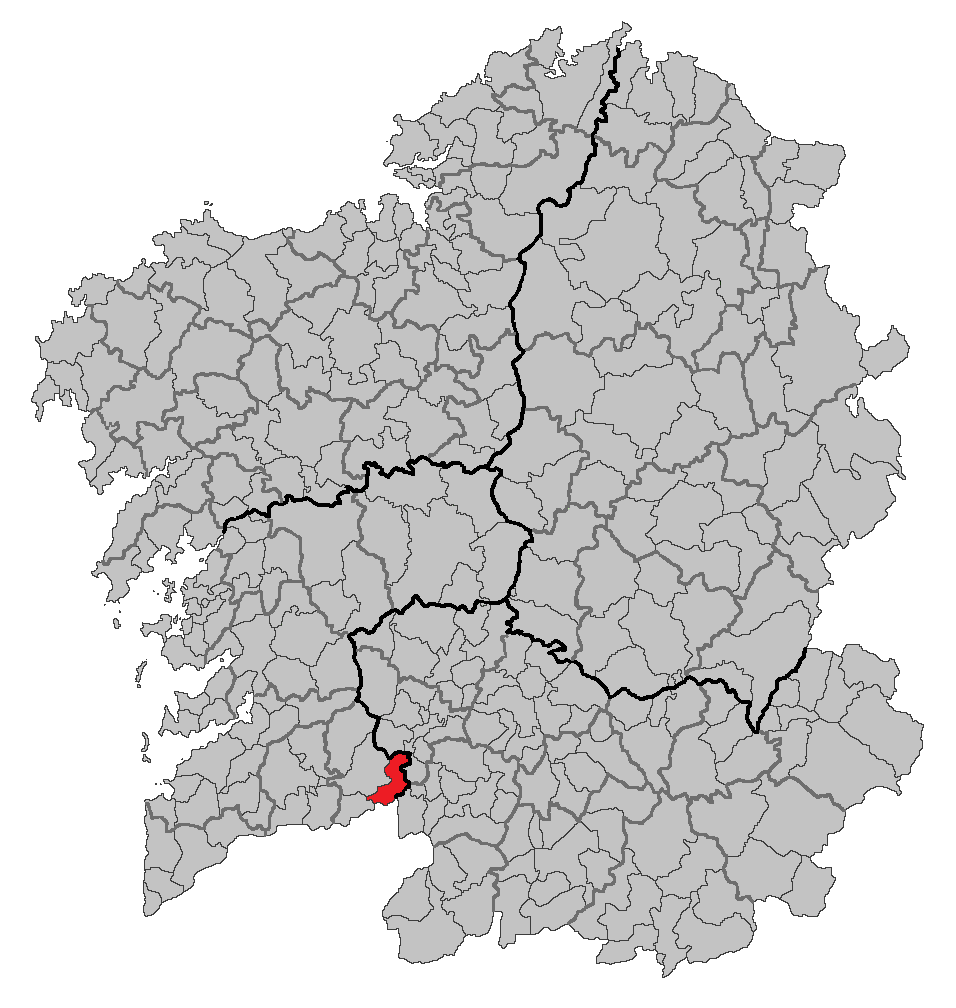
Crecente, Pontevedra, Galizia

Crecente è un comune spagnolo di 2 012 abitanti situato nella comunità autonoma della Galizia.